# La Centrale (società finanziaria)
La Centrale finanziaria generale s.p.a. è una società finanziaria italiana, fondata nel 1925.

## Storia

### Finanziaria elettrica e telefonica
La Società elettrica dell'Italia Centrale, poi La Centrale - società per il finanziamento di imprese elettriche e telefoniche, nacque nel 1925 a Livorno come holding di compagnie elettriche e telefoniche dell'area toscana e laziale: la Società ligure-toscana di elettricità (SELT) di Livorno, la Società elettrica del Valdarno di Firenze, la Società Romana di Elettricità, la Telefonica Tirrena (TETI) ed altre minori.
La Società Romana di Elettricità (SRE) era stata fondata nel 1901.
La Società ligure-toscana di elettricità (SELT) era nata nel 1905 con l'appoggio della Banca Commerciale Italiana per venire incontro alle esigenze dei cantieri navali di Livorno (fra cui il Cantiere navale fratelli Orlando). Negli anni successivi aveva assorbito molte compagnie minori che operavano sul litorale toscano. Nel 1912 venne quotata alla Borsa di Milano.
La Società mineraria ed elettrica del Valdarno venne fondata nel 1905 per rispondere alle esigenze del settore siderurgico (Ferriere Italiane) e metallurgico del Valdarno. Nel 1906 fu ammessa alla quotazione alla Borsa di Milano.
Nel 1919 la Ligure-Toscana era ormai sotto il controllo del gruppo cantieristico-siderurgico che faceva capo ad Attilio Odero e Giuseppe Orlando e che comprendeva anche le Acciaierie di Terni. Il gruppo era finanziato dal Credito Italiano e dalla Bastogi. Con questi fondi nel 1922 acquisì il controllo della Valdarno. Si cominciò quindi a parlare di "SELT-Valdarno".
Nel 1924 la Ligure-Toscana promosse la costituzione di una compagnia telefonica che concorresse per aggiudicarsi il quarto settore telefonico: fu perciò costituita la TETI, che effettivamente ottenne la concessione telefonica per Liguria, Toscana, Lazio e Sardegna.
Nel 1925 si decise di fondare una società capogruppo il cui capitale venne versato in parti uguali dalla SELT e dalla Valdarno: nacque così la Società elettrica dell'Italia Centrale.
Nel 1926 la SELT e la Valdarno acquisirono in parti uguali il controllo della Società Anglo-Romana per l'Illuminazione di Roma col Gas e altri sistemi.
Entro la fine degli anni Venti la Centrale aveva acquisito il controllo delle compagnie elettriche del Lazio, in particolare della Romana di Elettricità, che nel 1932 fu anche quotata alla Borsa di Milano.
Nel 1933 anche sul piano giuridico la SELT e la Valdarno si fusero.
Il gruppo faceva capo alle famiglie Orlando e Pirelli ed era appoggiato finanziariamente dal Credito Italiano.
La Centrale acquisì partecipazioni anche in imprese al di fuori dell'ambito elettrico. In particolare faceva parte del sindacato di controllo della Bastogi, insieme alla FIAT, alla Pirelli, alla Edison, alla RAS e alle Generali.

### Finanziaria generale
Con la scadenza delle concessioni telefoniche nel 1957 e la nazionalizzazione dell'energia elettrica nel 1962, la Centrale diversificò la propria attività in altri settori industriali e conseguentemente prese l'attuale denominazione La Centrale finanziaria generale s.p.a.. In particolare partecipò alla "cordata" che rilevò la Olivetti nel 1963, insieme alla FIAT, alla Pirelli, all'IMI e a Mediobanca.
Negli anni successivi gli azionisti storici Orlando e Pirelli diminuirono le loro partecipazioni e vennero sostituiti da nuovi soci, come la RAS, la Banca d’America e d’Italia, e la famiglia Bonomi Bolchini. Nel 1971 prese il controllo della Centrale il finanziere Michele Sindona tramite la rispettabile banca d'affari inglese Hambros, come primo passo verso la scalata del capitalismo italiano, per poi girarla subito al Banco Ambrosiano, che la usò per raccogliere partecipazioni non più industriali, ma bancarie e assicurative, come in Toro Assicurazioni e la Banca Cattolica del Veneto.
Dopo il crollo del Banco Ambrosiano e il passaggio alla newco Nuovo Banco Ambrosiano, il suo ruolo è ridimensionato.

## Sviluppi successivi
La Centrale, rifondata nel 2008 come La Centrale Finanziaria Generale dopo la fusione con la società Sviluppo del Mediterraneo, l'ingresso di soci istituzionali (Generali, Allianz, BPER) e l'aumento del capitale a 49,8 milioni di euro, rimane una società finanziaria, attiva in particolare nel settore dei fondi immobiliari. I soci sono, dopo l'uscita nel 2015 di Generali e Allianz, le Acciaierie Valbruna della famiglia Amenduni, la Somar della famiglia Maffeis, la Silvano Toti Holding del costruttore Pierluigi Toti, la BPER, Partners & Participations, Return Holding, Beniamino Itri e l'imprenditore bresciano Mauro Ardesi. Dal 2008 il presidente è Giancarlo Elia Valori.